# Lista odcinków serialu Justified: Bez przebaczenia
Poniżej znajduje się lista odcinków serialu telewizyjnego Justified: Bez przebaczenia – emitowanego przez amerykańską stację telewizyjną FX (stacja telewizyjna) od 16 marca 2010, w Polsce natomiast emitowany przez AXN od 5 października 2011.

## Przegląd serii
| Sezon | Sezon | Odcinki | Premiera sezonu  | Finał sezonu     | Premiera            | Finał           | Wydanie DVD      | Wydanie DVD       | Wydanie DVD     |
| Sezon | Sezon | Odcinki | Premiera sezonu  | Finał sezonu     | Premiera            | Finał           | Region 1         | Region 2          | Region 4        |
| ----- | ----- | ------- | ---------------- | ---------------- | ------------------- | --------------- | ---------------- | ----------------- | --------------- |
|       | 1     | 13      | 16 marca 2010    | 8 czerwca 2010   | 5 października 2011 | 21 grudnia 2011 | 18 stycznia 2011 | 29 listopada 2010 | 7 czerwca 2012  |
|       | 2     | 13      | 9 lutego 2011    | 4 maja 2011      | 30 marca 2012       | 19 czerwca 2012 | 3 stycznia 2012  | 18 lipca 2011     | 5 września 2012 |
|       | 3     | 13      | 17 stycznia 2012 | 10 kwietnia 2012 | 14 listopada 2012   | 13 lutego2013   | 31 grudnia 2012  | 25 lutego 2013    | 6 marca 2013    |
|       | 4     | 13      | 8 stycznia 2013  | 2 kwietnia 2013  | 5 października 2013 | 28 grudnia 2013 | 17 grudnia 2013  | 12 sierpnia 2013  | 8 sierpnia 2013 |
|       | 5     | 13      | 7 stycznia 2014  | 8 kwietnia 2014  | 7 stycznia 2015     | 1 kwietnia 2015 | brak danych      | brak danych       | brak danych     |
|       | 6     | 13      | 20 stycznia 2015 | 14 kwietnia 2015 | 17 listopada 2015   | 18 lutego 2016  | brak danych      | brak danych       | brak danych     |

### Sezon 1 (2010)
| Nr | #  | Tytuł                       | Reżyseria        | Scenariusz                   | Premiera         | Premiera             |
| -- | -- | --------------------------- | ---------------- | ---------------------------- | ---------------- | -------------------- |
|    | 1  | Fire in the Hole            | Michael Dinner   | Graham Yost                  | 16 marca 2010    | 5 października 2011  |
| 2  | 2  | Riverbrook                  | Michael Dinner   | Graham Yost                  | 23 marca 2010    | 12 października 2011 |
| 3  | 3  | Fixer                       | Fred Keller      | Benjamin Cavell              | 30 marca 2010    | 19 października 2011 |
| 4  | 4  | Long in the Tooth           | Adam Arkin       | Chris Provenzano             | 6 kwietnia 2010  | 26 października 2011 |
| 5  | 5  | The Lord of War and Thunder | Jon Avnet        | Gary Lennon                  | 13 kwietnia 2010 | 2 listopada 2011     |
| 6  | 6  | The Collection              | Rod Holcomb      | Graham Yost                  | 20 kwietnia 2010 | 9 listopada 2011     |
| 7  | 7  | Blind Spot                  | Michael Watkins  | Wendy Calhoun                | 27 kwietnia 2010 | 16 listopada 2011    |
| 8  | 8  | Blowback                    | Jon Avnet        | Benjamin Cavell              | 4 maja 2010      | 23 listopada 2011    |
| 9  | 9  | Hatless                     | Peter Werner     | Dave Andron                  | 11 maja 2010     | 30 listopada 2011    |
| 10 | 10 | The Hammer                  | John Dahl        | Fred Golan, Chris Provenzano | 18 maja 2010     | 7 grudnia 2011       |
| 11 | 11 | Veterans                    | Tony Goldwyn     | Benjamin Daniel Lobato       | 25 maja 2010     | 14 grudnia 2011      |
| 12 | 12 | Fathers and Sons            | Michael Katleman | Dave Andron                  | 1 czerwca 2010   | 21 grudnia 2011      |
| 13 | 13 | Bulletville                 | Adam Arkin       | Fred Golan                   | 8 czerwca 2010   | 21 grudnia 2011      |

### Sezon 2 (2011)
| Nr | #  | Tytuł              | Reżyseria        | Scenariusz                  | Premiera         | Premiera         |
| -- | -- | ------------------ | ---------------- | --------------------------- | ---------------- | ---------------- |
| 14 | 1  | The Moonshine War  | Adam Arkin       | Elmore Leonard, Graham Yost | 9 lutego 2011    | 30 marca 2012    |
| 15 | 2  | The Life Inside    | Jon Avnet        | Benjamin Cavell             | 16 lutego 2011   | 6 kwietnia 2012  |
| 16 | 3  | The I of the Storm | Peter Werner     | Dave Andron                 | 23 lutego 2011   | 13 kwietnia 2012 |
| 17 | 4  | For Blood or Money | John Dahl        | Wendy Calhoun               | 2 marca 2011     | 20 kwietnia 2012 |
| 18 | 5  | Cottonmouth        | Michael Watkins  | Taylor Elmore               | 9 marca 2011     | 27 kwietnia 2012 |
| 19 | 6  | Blaze of Glory     | Jon Avnet        | Benjamin Cavell             | 16 marca 2011    | 1 maja 2012      |
| 20 | 7  | Save My Love       | Jon Avnet        | Graham Yost                 | 23 marca 2011    | 8 maja 2012      |
| 21 | 8  | The Spoil          | Michael Watkins  | Elmore Leonard, Dave Andron | 30 marca 2011    | 15 maja 2012     |
| 22 | 9  | Brother's Keeper   | Tony Goldwyn     | Taylor Elmore               | 6 kwietnia 2011  | 22 maja 2012     |
| 23 | 10 | Debts and Accounts | John David Coles | Chris Provenzano            | 13 kwietnia 2011 | 29 maja 2012     |
| 24 | 11 | Full Commitment    | Peter Werner     | Benjamin Cavell             | 20 kwietnia 2011 | 5 czerwca 2012   |
| 25 | 12 | Reckoning          | Adam Arkin       | Dave Andron                 | 27 kwietnia 2011 | 12 czerwca 2012  |
| 26 | 13 | Bloody Harlan      | Michael Dinner   | Fred Golan                  | 4 maja 2011      | 19 czerwca 2012  |

### Sezon 3 (2012)
| Nr | #  | Tytuł                      | Reżyseria             | Scenariusz                                  | Premiera         | Premiera          |
| -- | -- | -------------------------- | --------------------- | ------------------------------------------- | ---------------- | ----------------- |
| 27 | 1  | The Gunfighter             | Michael Dinner        | Graham Yost, Fred Golan                     | 17 stycznia 2012 | 14 listopada 2012 |
| 28 | 2  | Cut Ties                   | Michael Watkins       | Benjamin Cavell                             | 24 stycznia 2012 | 21 listopada 2012 |
| 29 | 3  | Harlan Roulette            | Jon Avnet             | Dave Andron                                 | 31 stycznia 2012 | 28 listopada 2012 |
| 30 | 4  | The Devil You Know         | Dean Parisot          | Taylor Elmore                               | 7 lutego 2012    | 5 grudnia 2012    |
| 31 | 5  | Thick as Mud               | Adam Arkin            | Elmore Leonard, Jon Worley, Benjamin Cavell | 14 lutego 2012   | 12 grudnia 2012   |
| 32 | 6  | When the Guns Come Out     | Don Kurt              | Nichelle Tramble Spellman, Dave Andron      | 21 lutego 2012   | 19 grudnia 2012   |
| 33 | 7  | The Man Behind the Curtain | Peter Werner          | Ryan Farley                                 | 28 lutego 2012   | 2 stycznia 2013   |
| 34 | 8  | Watching the Detectives    | Peter Werner          | Graham Yost                                 | 6 marca 2012     | 9 stycznia 2013   |
| 35 | 9  | Loose Ends                 | Gwyneth Horder-Payton | Ingrid Escajeda                             | 13 marca 2012    | 16 stycznia 2013  |
| 36 | 10 | Guy Walks into a Bar       | Tony Goldwyn          | V. J. Boyd                                  | 20 marca 2012    | 23 stycznia 2013  |
| 37 | 11 | Measures                   | John Dahl             | Benjamin Cavell                             | 27 marca 2012    | 30 stycznia 2013  |
| 38 | 12 | Coalition                  | Bill Johnson          | Taylor Elmore                               | 3 kwietnia 2012  | 6 lutego 2013     |
| 39 | 13 | Slaughterhouse             | Dean Parisot          | Graham Yost, Fred Golan                     | 10 kwietnia 2012 | 13 lutego 2013    |

### Sezon 4 (2013)
| Nr | #  | Tytuł                  | Reżyseria             | Scenariusz                       | Premiera         | Premiera             |
| -- | -- | ---------------------- | --------------------- | -------------------------------- | ---------------- | -------------------- |
| 40 | 1  | Hole in the Wall       | Michael Dinner        | Graham Yost                      | 8 stycznia 2013  | 5 października 2013  |
| 41 | 2  | Where's Waldo?         | Bill Johnson          | Dave Andron                      | 15 stycznia 2013 | 12 października 2013 |
| 42 | 3  | Truth and Consequences | Jon Avnet             | Benjamin Cavell                  | 22 stycznia 2013 | 19 października 2013 |
| 43 | 4  | The Bird Has Flown     | Bill Johnson          | Taylor Elmore                    | 29 stycznia 2013 | 26 października 2013 |
| 44 | 5  | Kin                    | Peter Werner          | Fred Golan, V. J. Boyd           | 5 lutego 2013    | 2 listopada 2013     |
| 45 | 6  | Foot Chase             | Peter Werner          | Dave Andron, Ingrid Escajeda     | 12 lutego 2013   | 9 listopada 2013     |
| 46 | 7  | Money Trap             | Don Kurt              | Elmore Leonard, Chris Provenzano | 19 lutego 2013   | 16 listopada 2013    |
| 47 | 8  | Outlaw                 | John Dahl             | Benjamin Cavell, Keith Schreier  | 26 lutego 2013   | 23 listopada 2013    |
| 48 | 9  | The Hatchet Tour       | Lesli Linka Glatter   | Taylor Elmore, Leonard Chang     | 5 marca 2013     | 30 listopada 2013    |
| 49 | 10 | Get Drew               | Billy Gierhart        | Dave Andron, VJ Boyd             | 12 marca 2013    | 7 grudnia 2013       |
| 50 | 11 | Decoy                  | Michael Watkins       | Graham Yost, Chris Provenzano    | 19 marca 2013    | 14 grudnia 2013      |
| 51 | 12 | Peace of Mind          | Gwyneth Horder-Payton | Taylor Elmore, Leonard Chang     | 26 marca 2013    | 21 grudnia 2013      |
| 52 | 13 | Ghosts                 | Bill Johnson          | Fred Golan, Benjamin Cavell      | 2 kwietnia 2013  | 28 grudnia 2013      |

### Sezon 5 (2014)
| Nr | #  | Tytuł                      | Reżyseria             | Scenariusz                   | Premiera FX      | Premiera AXN Black |
| -- | -- | -------------------------- | --------------------- | ---------------------------- | ---------------- | ------------------ |
| 53 | 1  | A Murder of Crowes         | Michael Dinner        | Graham Yost Fred Golan       | 7 stycznia 2014  | 7 stycznia 2015    |
| 54 | 2  | The Kids Aren't All Right  | Bill Johnson          | Dave Andron                  | 14 stycznia 2014 | 14 stycznia 2015   |
| 55 | 3  | Good Intentions            | Dean Parisot          | Benjamin Cavell              | 21 stycznia 2014 | 21 stycznia 2015   |
| 56 | 4  | Over the Mountain          | Gwyneth Horder-Payton | Taylor Elmore                | 28 stycznia 2014 | 28 stycznia 2015   |
| 57 | 5  | Shot All to Hell           | Adam Arkin            | Chris Provenzano             | 4 lutego 2014    | 4 lutego 2015      |
| 58 | 6  | Kill the Messenger         | Don Kurt              | Ingrid Escajeda              | 11 lutego 2014   | 11 lutego 2015     |
| 59 | 7  | Raw Deal                   | Bill Johnson          | VJ Boyd                      | 25 lutego 2014   | 18 lutego 2015     |
| 60 | 8  | Whistle Past the Graveyard | Peter Werner          | Chris Provenzano             | 4 marca 2014     | 25 lutego 2015     |
| 61 | 9  | Wrong Roads                | Michael Dinner        | Dave Andron Leonard Chang    | 11 marca 2014    | 4 marca 2015       |
| 62 | 10 | Weight                     | John Dahl             | Taylor Elmore Keith Schreier | 18 marca 2014    | 11 marca 2015      |
| 63 | 11 | The Toll                   | Jon Avnet             | Benjamin Cavell              | 25 marca 2014    | 18 marca 2015      |
| 64 | 12 | Starvation                 | Michael Pressman      | Chris Provenzano             | 1 kwietnia 2014  | 25 marca 2015      |
| 65 | 13 | Restitution                | Adam Arkin            | Fred Golan Dave Andron       | 8 kwietnia 2014  | 1 kwietnia 2015    |

### Sezon 6 (2015)
14 stycznia 2014 roku, stacja FX ogłosiła zamówienie 6 sezonu serialu, który będzie serią finałowym
| Nr | #  | Tytuł                   | Reżyseria             | Scenariusz                                            | Premiera         | Premiera          |
| -- | -- | ----------------------- | --------------------- | ----------------------------------------------------- | ---------------- | ----------------- |
| 66 | 1  | Fate's Right Hand       | Michael Dinner        | Michael Dinner, Fred Golan, Chris Provenzano          | 20 stycznia 2015 | 17 listopada 2015 |
| 67 | 2  | Cash Game               | Dean Parisot          | Dave Andron, VJ Boyd                                  | 27 stycznia 2015 | 17 listopada 2015 |
| 68 | 3  | Noblesse Oblige         | Peter Weller          | Taylor Elmore, Benjamin Cavell                        | 3 lutego 2015    | 24 listopada 2015 |
| 69 | 4  | The Trash and the Snake | Adam Arkin            | Chris Provenzano, Ingrid Escajeda                     | 10 lutego 2015   | 1 grudnia 2015    |
| 70 | 5  | Sounding                | John Avnet            | Dave Andron, Leonard Chang                            | 17 lutego 2015   | 8 grudnia 2015    |
| 71 | 6  | Alive Day               | Peter Werner          | Benjamin Cavell, Jennifer Kennedy                     | 24 lutego 2015   | 15 grudnia 2015   |
| 72 | 7  | The Hunt                | Gwyneth Horder-Payton | Chris Provenzano, VJ Boyd                             | 3 marca 2015     | 7 stycznia 2016   |
| 73 | 8  | Dark As a Dungeon       | Don Kurt              | Dave Andron, Leonard Chang, Jenny DeArmit             | 10 marca 2015    | 14 stycznia 2016  |
| 74 | 9  | Burned                  | Don Kurt              | Dave Andron, Leonard Chang, Jenny DeArmitt            | 17 marca 2015    | 21 stycznia 2016  |
| 75 | 10 | Trust                   | Adam Arkin            | Benjamin Cavell                                       | 24 marca 2015    | 28 stycznia 2016  |
| 76 | 11 | Fugitive Number One     | Jon Avnet             | Taylor Elmore, Keith Schreier                         | 31 marca 2015    | 4 lutego 2016     |
| 76 | 12 | Collateral              | Michael Pressman      | Chris Provenzano, VJ Boyd                             | 7 kwietnia 2015  | 11 lutego 2016    |
| 78 | 13 | The Promise             | Adam Arkin            | Graham Yost, Fred Golan, Dave Andron, Benjamin Cavell | 14 kwietnia 2015 | 18 lutego 2016    |